# Малая Кугушерга
 Малая Кукушерга  — деревня в Яранском районе Кировской области в составе Кугушергского сельского поселения.

## География
Расположена на расстоянии примерно 17 км по прямой на юго-запад от города Яранск.

## История
Известна с 1873 года как деревня Кугушерга малая с 11 дворами и 70 жителями, в 1905 здесь (Малая Кугушерга) дворов 24 и жителей 157, в 1926 (Малая Кугушерга или Южанская) 38 и 179 (мари 152), в 1950 (Малая Кугушерга) 42 и 145, в 1989 было 56 жителей.

## Население
Постоянное население составляло 24 человека (мари 92%) в 2002 году, 3 в 2010.